# Razas de The Legend of Dragoon
Lista de las razas a conocer del RPG The Legend of Dragoon.

## El Árbol Divino
La historia empieza hace más de 11.000 años, en las raíces del Árbol Divino. En un mundo desolado, solo había este colosal pero a la vez delicado árbol. La leyenda cuenta que fue plantado por el gran Soa, proporcionando un gran poder. El árbol tenía 108 frutos, de los cuales solo dio 107. Cada fruto era una nueva especie, de menor a mayor inteligencia. Las razas importantes son:

### Gigantos
El fruto 97 son los gigantos. Grandes y fuertes, con una gran masa muscular y estética humana, los gigantos eran verdaderos guerreros. Pero de escasa inteligencia, apenas saben hablar. Esta especie está destinada a la extinción, siendo Kongol el último de la especie.

### Dragones
El fruto 105 son los dragones. Estos seres son probablemente los más poderosos que dio el Árbol Divino, pero Soa el Creador quiso nivelar la balanza reduciendo enormemente su inteligencia, pudiendo ser controlados por la sabiduría de los humanos. Los Alados no pudieron dominarlos, pero los Dragoon si. Gracias a su ayuda, la Campaña del Dragón fue posible, con la victoria de los humanos. El Dragón Divino, el más poderoso, el rey de toda la raza también participó en la Campaña, pero tenía tanto poder, que a los Alados les fue imposible acabar con su vida, y no tuvieron más remedio que sellarlo en la Montaña del Dragón Mortal, un volcán cerca de Deningrado, o en aquellos tiempos La Ciudad de la Vida de los Alados, el Palacio de Cristal. Esta especie está también destinada a la extinción.

### Humanos
El fruto 106 son los humanos. Inteligentes y numerosos, los humanos vivían en armonía con la naturaleza. Pero los alados gobernaron sobre ellos, hasta la Campaña del Dragón, donde los Alados fueron derrotados por los Caballeros Dragoon (Humanos). Después de la guerra, los humanos serían los "dueños" del mundo.

### Alados
El fruto 107 son los Alados. Inteligentes y poderosos, poseían poderes mágicos. Son de estética humana, solo que tienen el pelo plateado y unas especies de alas en las espaldas. Los Alados, fueron los primeros en dominar el mundo, desde sus ciudades en los cielos, controlaban al resto de especies del mundo. Pero no esperaron la dura batalla contra los humanos, de la cual salieron perdiendo. Los últimos Alados están escondidos en la Ciudad de los Alados, dentro del Bosque Verde y fuera del alcance de los humanos. Su líder fue Melbu Frahma.

### Virage
Los virages son criaturas mágicas creadas por los Alados. Su poder era similar a los dragones. Fueron usados en la Campaña del Dragón, para combatir contra los caballeros Dragoon y sus dragones. En la última batalla, fueron todos exterminados, o eso se creía...

### Dios De La Destrucción
El fruto 108 es el Dios de la Destrucción o Virage Embrión. Los Alados separaron el cuerpo del alma de la especie 108 y su cuerpo quedó sellado en el fruto sin abrir, los Alados alzaron ese fruto en el aire gracias a su poder, y ese fruto es la Luna que Nunca se Pone, con el fin de que la criatura nunca viera la luz, sellando su alma en una esfera de la cual su líder Melbu Frahma sacaba su enorme poder.
- Datos: Q9066812